# Real Fábrica de Porcelana del Buen Retiro

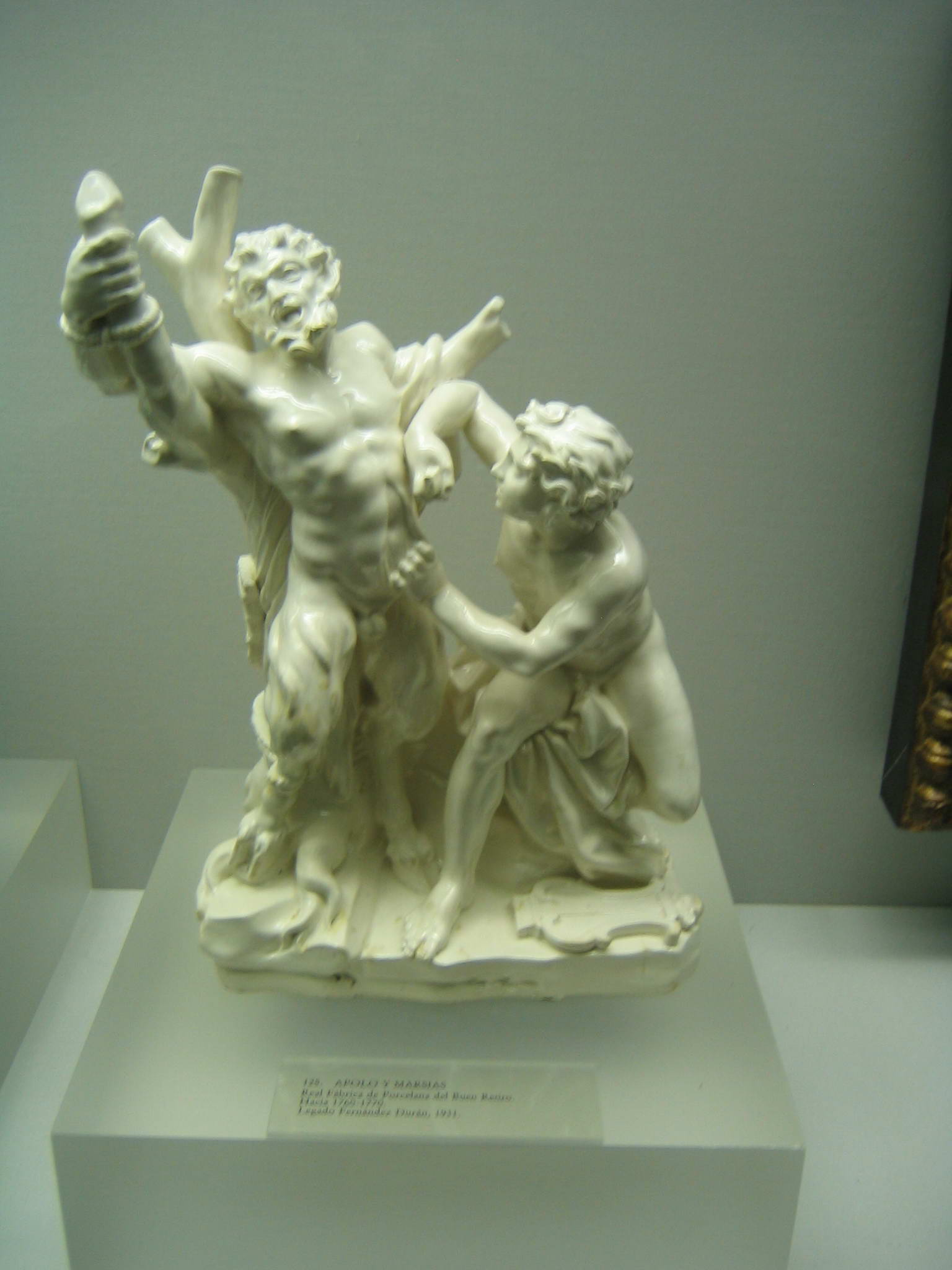
Apollo e Marsia, 1760-1770

La Real Fábrica de Porcelana del Buen Retiro (popolarmente detta La China), è stata una manifattura spagnola di porcellana, operante fra il 1760 e il 1812, con sede a Madrid.

## Storia

### Settecento
Carlo III venne incoronato re di Spagna nel 1759, dopo essere stato re di Napoli ed aver fondato in tale città la Real Fabbrica di Capodimonte. Perciò lasciando Napoli portò con sé in Spagna 53 operai specializzati napoletani e tre navi cariche delle attrezzature e della materia prima speciale necessarie per impiantare la nuova manifattura. Anche il direttore veniva da Capodimonte, Giuseppe Gricci fu il primo direttore della fabbrica del Buen Retiro e lo rimase fino alla morte nel 1770, quando Livio Victorio Scheppers, maestro di composizione della pasta ed anche lui reduce da Capodimonte, prese il suo posto. Poi, dal 1783 al 1803, la direzione sarà condivisa fra Scheppers e Felipe Gricci.
Secondo la dottrina economica del Mercantilismo, dominante all'epoca dell'Assolutismo, la manifattura era di proprietà reale, come le analoghe manifatture di cristallerie a La Granja e di arazzi a Santa Barbara. Le tecniche di fabbricazione erano perciò considerate segreto di stato. Analogamente, la manifattura aveva sede nel Parque del Buen Retiro che era una delle residenze reali nei dintorni di Madrid, presso la Fontana dell'Angelo Caduto.
Il marchio di fabbrica era il giglio dei Borboni.
La qualità dei prodotti del Buen Retiro era riconosciuta internazionalmente. La fabbrica produceva sculture, placche a bassorilievo, servizi da tavola e mazzi di fiori artificiali.
Molti pezzi realizzati al Buen Retiro erano destinati alla decorazione delle residenze reali di Madrid e dintorni, in cui si sono conservate. Il capolavoro di questa scuola è il Gabinete de la Porcelana del Palazzo reale di Aranjuez, disegnata e realizzata sul posto da Giuseppe Gricci e dai suoi allievi fra il 1760 e il 1765. La sala è coperta di porcellana bianca decorata con motivi in rilievo e a colori secondo il gusto delle chinoiseries.
Analogamente nel Palazzo Reale di Madrid c'è un Gabinete de la Porcelana le cui pareti sono interamente ricoperte di tale materiale proveniente dalla Real Fábrica.
Nella Casita del Príncipe del Monastero dell'Escorial c'è una sala interamente decorata con porcellana del Buen Retiro di stile rococò e neoclassico

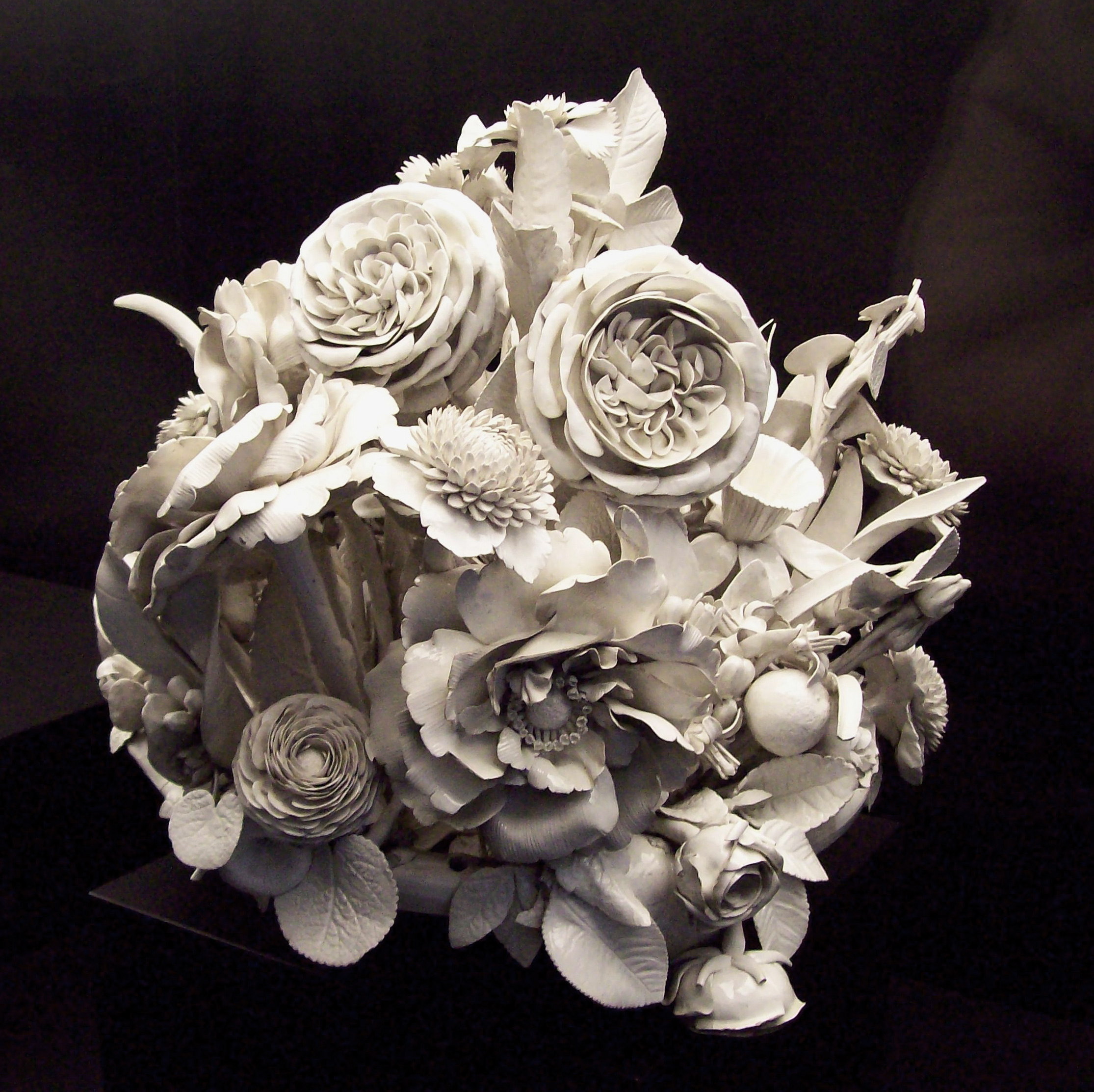
Centrotavola floreale, XVIII secolo

### Ottocento
Nel 1803 fu nominato il primo direttore spagnolo, Bartolomé Sureda y Miserol. Egli fu inviato a studiare alla manifattura di Sèvres, dove imparò ad analizzare i terreni e a mescolare i materiali per fabbricare la porcellana. Al suo ritorno, Sureda scoprì vicino a Madrid delle terre che gli permisero di ottenere una porcellana di qualità superiore a quella di Sèvres.
Nell'agosto 1812, durante la Guerra d'indipendenza spagnola, Giuseppe Bonaparte si era ritirato a Madrid. La fabbrica, trovandosi nei dintorni della capitale, era stata convertita in postazione fortificata. Il 13 agosto 1812 il colonnello Lefond si arrese. Ciò che rimaneva in piedi fu distrutto per ordine del generale Hill nell'ambito dei preparativi per l'evacuazione il successivo 31 ottobre, compresa la demolizione della fabbrica e dei magazzini, senza che le autorità degli alleati spagnoli si dessero da fare per impedirlo.
Nel 1817 Ferdinando VII trasferì i laboratori ed i magazzini del Buen Retiro al palazzo de La Moncloa, dove venne aperta la Fábrica Real de La Moncloa. Sureda divenne nuovamente direttore di nuovo nel 1821. Tutti i lavoratori della fabbrica distrutta furono assunti in quella nuova.